# Fryda Szafer
Fryda Szafer – polska aktorka teatralna żydowskiego pochodzenia, wieloletnia aktorka Teatru Żydowskiego w Łodzi i następnie Teatru Żydowskiego w Warszawie.

## Kariera
Teatr Żydowski w Warszawie
- 1958: Opera Żyda
- 1958: Kune-Lemł
- 1958: Sender Blank
- 1957: Dybuk

Teatr Młodego Widza we Wrocławiu
- 1954: Imieniny pana dyrektora
- 1954: Chłopiec z naszego miasta

Teatr Żydowski w Łodzi
- 1952: Glikl Hameln żąda
- 1951: Trzydzieści srebrników
- 1951: Dr A. Leśna
- 1950: Rodzina Blank
- 1950: Sen o Goldfadenie